# Veia superficial
Veias superficiais são veias subcutâneas, com freqüência visíveis, por transparência na pele, mais calibrosas nos membros e no pescoço. São o oposto das veias profundas.
Drenam o sangue da circulação cutânea e servem também como via de descarga auxiliar da circulação profunda. Permitem o esvaziamento rápido de veias dos músculos durante a contração dos mesmos e assim diminuem o retorno pela circulação profunda. São volumosas e facilmente visíveis nos indivíduos musculosos e menos nítidas no sexo feminino. As veias superficiais não acompanham artérias. Devido à sua situação subcutânea, é nestas veias que se faz aplicação de injeções endovenosas.
As veias superficiais são mais numerosas do que as profundas e são largamente utilizadas em medicina, para a retirada e transfusões de sangue e para aplicação de injeções intravenosas, principalmente as veias superficiais do antebraço.